# Röntgenpulsar
Röntgenpulsars, of ook wel door accretie aangedreven pulsars, vormen een klasse van astronomische objecten die röntgenstraling uitzenden en daarbij strikte periodieke verschillen in röntgenintensiteit vertonen. Deze perioden kunnen een fractie van een seconde  tot wel een aantal minuten lang zijn.

## Eigenschappen
Een röntgenpulsar bestaat uit een sterk gemagnetiseerde neutronenster die een dubbelster vormt samen met een normale ster. Aan het oppervlak van de neutronenster is de magnetische veldkracht doorgaans zo'n 108 tesla (T). Dit is meer dan een biljoen keer sterker dan het aardmagnetisch veld van ongeveer 6,0 × 10−5 T (aan de polen). Dit terwijl een neutronenster maar circa 20 km in doorsnee is.
Gas dat door de enorme zwaartekracht van de neutronenster wordt aangetrokken vanaf de begeleidende ster wordt door magnetische veldkrachten via accretie geconcentreerd op de magnetische polen van deze ster. Hierbij worden twee of meer zeer lokale concentratiepunten van röntgenstraling gevormd, zoals dat op Aarde bij het poollicht het geval is, maar dan veel heter. Op deze concentratiepunten kan het invallende gas de helft van de lichtsnelheid bereiken, voordat het op het oppervlak van de neutronenster terechtkomt. De potentiële energie van de materie die op deze punten terecht komt, op betrekkelijk kleine oppervlakken van naar schatting een vierkante kilometer, kan ervoor zorgen dat de pulsar wel meer dan tienduizend keer zo fel straalt als de zon.
Er worden temperaturen bereikt van miljoenen graden, waardoor deze concentratiepunten hoofdzakelijk röntgenstraling uitzenden. Vanwege het roteren van de neutronenster kan röntgenstraling in pulsen worden waargenomen omdat de concentratiepunten steeds maar korte tijd op de waarnemer zijn gericht, vergelijkbaar met het ronddraaien van het licht in een vuurtoren.

## Gasaanvoer
Het gas dat de röntgenpulsar van zijn aanvoer voorziet kan op de neutronenster op verschillende manieren terechtkomen, afhankelijk van de omvang en locatie van de omloopbaan en het type ster dat in het gas voorziet.
Soms is de begeleidende ster van een röntgenpulsar een zeer zware jonge ster, in dat geval dikwijls een OB superreus, die een sterke en dichte sterrenwind heeft. De pulsar baadt dan in deze sterrenwind en zal er continu gas uit opnemen. 
In andere dubbelsterren kan het gebeuren dat de neutronenster dusdanig dicht passeert op diens begeleidende ster, dat de immense zwaartekracht van de pulsar materie uit diens atmosfeer kan onttrekken. Hierop kan deze aangetrokken materie om zichzelf gaan draaien tussen de beide sterren in en vormt zo een rochelob waarin materieoverdracht plaatsvindt. De aangetrokken materie zal een gasvormige accretieschijf vormen en zal uiteindelijk inwaarts spiraalsgewijs op de neutronenster belanden, zoals bijvoorbeeld het geval is bij het dubbelstersysteem van Scorpius X-1 en V818 Scorpii.
Ook kan het voorkomen dat een röntgenpulsar een snel roterende Be ster als begeleidende ster heeft, die blijkbaar een schijf van gas rond zijn evenaar kan vormen. De omloopbaan van de neutronenster met dit soort metgezellen is vaak groot en zeer elliptisch. Wanneer de neutronenster door de gasschijf van de Be ster passeert zal deze het gas aantrekken en tijdelijk de eigenschappen van een röntgenpulsar gaan vertonen. Schijnbaar kan deze circumstellaire gasschijf om de Be ster uitzetten en inkrimpen, omdat deze röntgenpulsars irregulier worden waargenomen, waarbij vaak maanden tot jaren tussen de perioden van observeerbare röntgenstraling vallen.

## Waarnemingen
Röntgenpulsars worden geobserveerd met röntgentelescopen. Deze bevinden zich als satellieten in een lage omloop om de aarde, omdat deze straling niet door de aardatmosfeer heen kan komen. Er zijn in het verleden ook wel röntgenwaarnemingen van het heelal gedaan met ballonvluchten en sondeerraketten.

## Rotatiegedrag
Radiopulsars (gedreven door rotatie) en röntgenpulsars vertonen zeer verschillend rotatiegedrag. De onderliggende mechanismen die de karakteristieke pulsen produceren zijn ook anders. Het is alom geaccepteerd dat beide typen pulsars vormen zijn van een roterende gemagnetiseerde neutronenster. Voor beide typen worden de rotatiesnelheden bepaald aan de hand van de pulsperiode.
Verschillend is dat bij radiopulsars de perioden bestaan in het bereik van milliseconden tot seconden, waarbij ze allemaal impulsmoment verliezen en dus langzamer gaan draaien. Bij röntgenpulsars observeert men daarentegen een breed scala aan rotatiegedrag. Voor sommige röntgenpulsars zien we de rotatiesnelheid continu toe- of afnemen (met een sporadische ommekeer in de trend), terwijl anderen nauwelijks verandering vertonen, of onregelmatig versnellen dan wel vertragen.
De verklaring voor dit verschil vindt men in de fysieke aard van de twee klassen van pulsars. Meer dan 99% van radiopulsars zijn enkelvoudige objecten, die energie van hun rotatie wegstralen in de vorm van elektromagnetische straling langs een magnetische dipool, waarmee ze nevels oplichten als ze daardoor omgeven worden. 
Röntgenpulsars daarentegen bestaan als dubbelster, waarbij ze materie aanzuigen uit sterrenwind of via een accretieschijf van de andere ster. Met het overdragen van deze massa vindt ook overdracht van impulsmoment plaats waardoor er rotatieversnelling of -vertraging optreedt. Dit gaat vaak honderden malen sneller dan een typische rotatiesnelheidsverandering zoals bij een radiopulsar. De exacte reden waarom röntgenpulsars gevarieerd rotatiegedrag vertonen wordt nog niet volledig begrepen.